# Intelligent Music Project
Het Intelligent Music Project is een Bulgaarse band die in 2012 is opgericht door componist Milen Vrabevski. De band werkt met wisselende muzikanten. Het eerste album, The Power of Mind, kwam op 12 november 2012 uit met 14 nummers. Dat album is samen met John Lawton opgenomen.
De band is een supergroep waarbij Milen Vrabevski bekende artiesten bij elkaar brengt. De bezetting verandert dus regelmatig.

## Eurovisiesongfestival
Op 5 december 2021 werd bekendgemaakt dat de band zou deelnemen aan het Eurovisiesongfestival 2022 met het nummer Intention. De groep trad aan met Ronnie Romero, Bisser Ivanov, Slavin Slavtsjev, Ivo Stefanov, Dimiter Sirakov en Stojan Jankoelov, die eerder Bulgarije reeds vertegenwoordigde op het Eurovisiesongfestival 2007 en het Eurovisiesongfestival 2013. De act strandde in de eerste halve finale.
2005: Kaffe · 
2006: Mariana Popova · 
2007: Elitsa Todorova & Stojan Jankoelov · 
2008: Deep Zone & Balthazar · 
2009: Krassimir Avramov · 
2010: Miro · 
2011: Poli Genova · 
2012: Sofi Marinova · 
2013: Elitsa Todorova & Stojan Jankoelov · 
2016: Poli Genova · 
2017: Kristian Kostov · 
2018: Equinox · 
2021: Victoria · 
2022: Intelligent Music Project